# Orthetrum coerulescens
Orthetrum coerulescens là loài chuồn chuồn trong họ Libellulidae, một loài chuồn chuồn ngô châu Âu. Loài này được Fabricius mô tả khoa học đầu tiên năm 1798. Loài này giống với loài Orthetrum cancellatum nhưng mảnh hơn và con đực không có đuôi màu đen.

## Hình ảnh

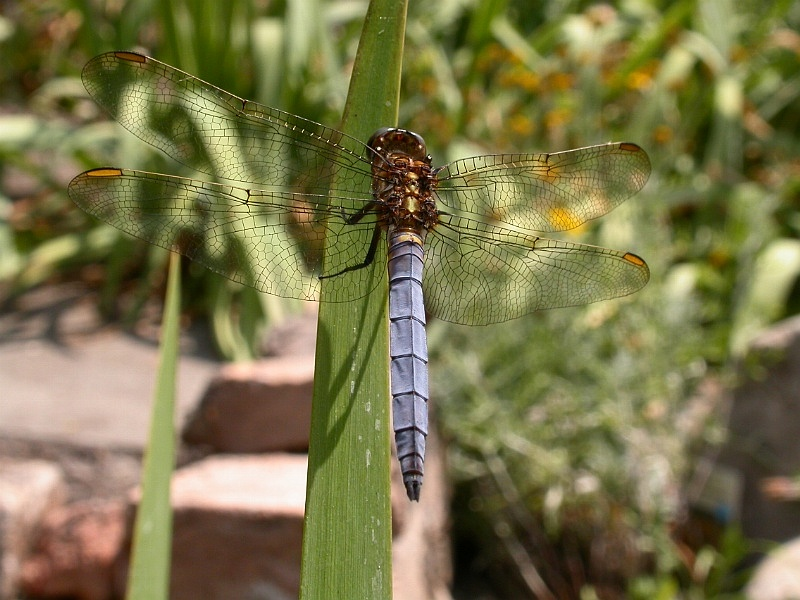
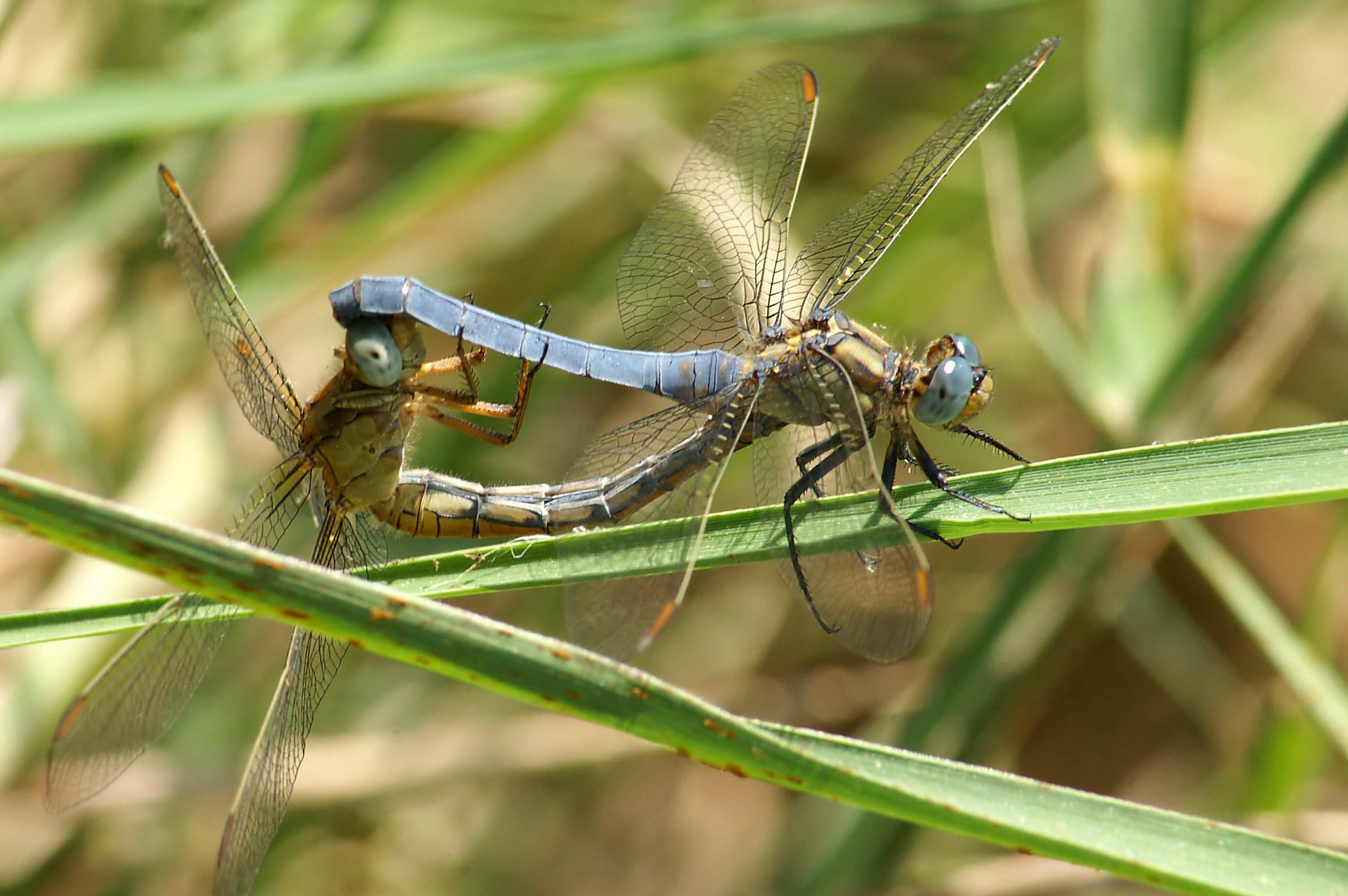
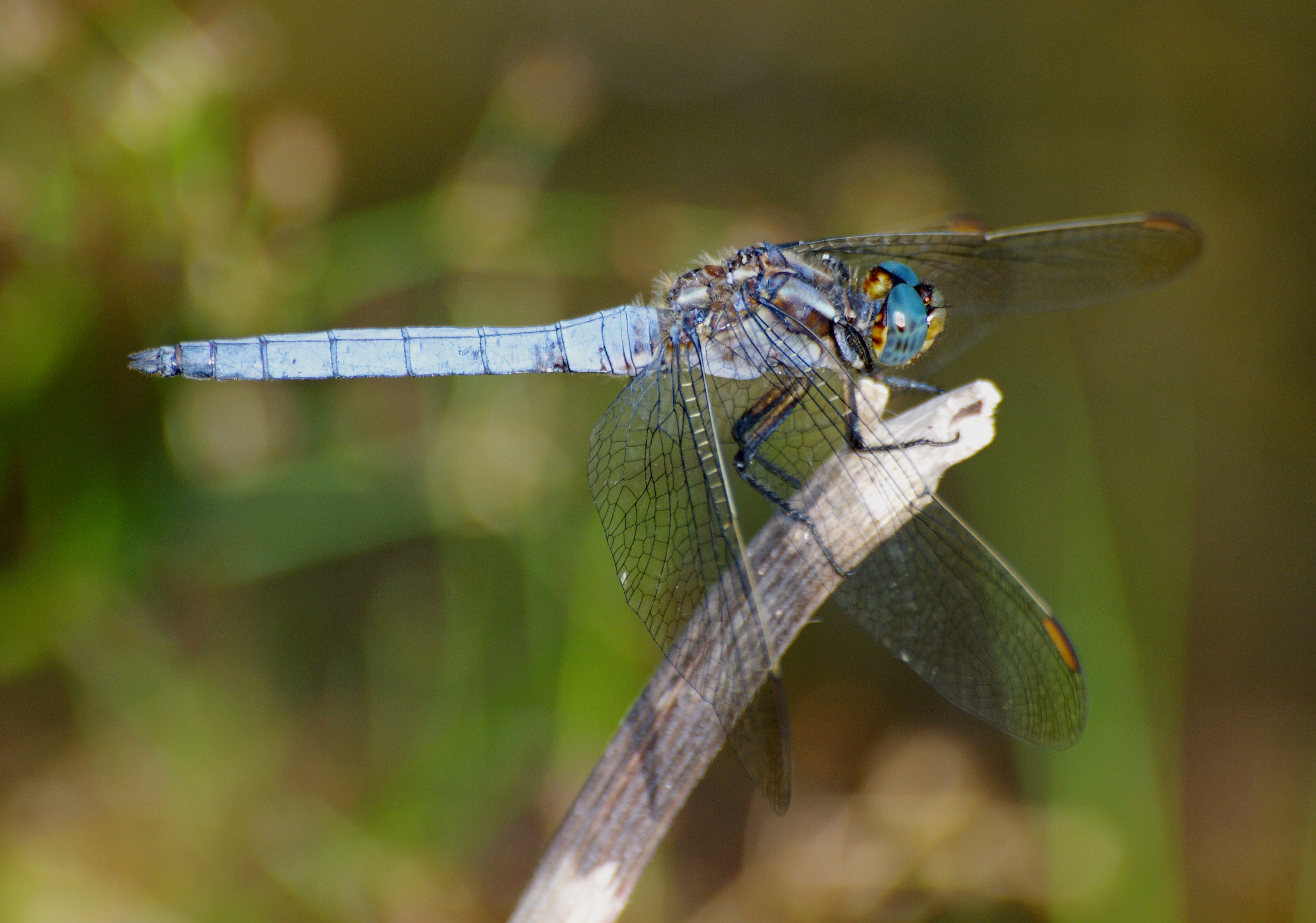
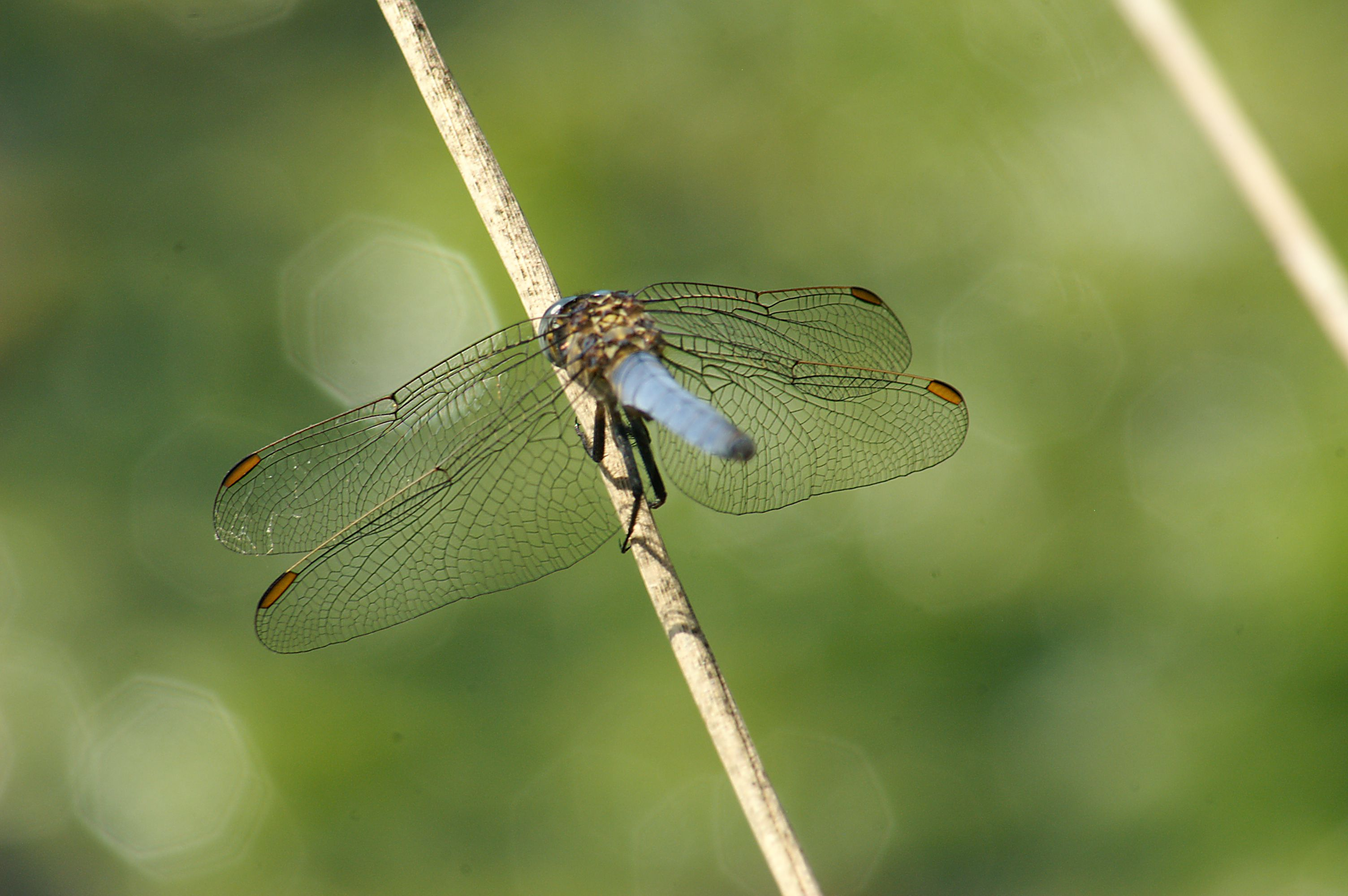